# روبرت دافيلد
روبرت دافيلد (بالإنجليزية: Robert Duffield) هو صحفي أسترالي، ولد في 16 أغسطس 1935، وتوفي في 2000.